# فرهاد کشوری
فرهاد کشوری نویسنده ایرانی است.
سوم تیرماه ۱۳۲۸ در محلهٔ کارگری شهرک شرکت نفتی میانکوهِ آغاجاری به دنیا آمد. اهل مسجدسلیمان و ساکن شاهین‌شهر است. در سال ۱۳۵۴ ازدواج کرد. حاصل این ازدواج سه دختر و یک پسر است. مدرک کارشناسی علوم تربیتی دارد. از سال ۱۳۵۰ تا سال۱۳۵۹ معلم روستاها و دبیر دبیرستان‌های مسجدسلیمان بود. از دههٔ شصت در شرکت‌های خصوصی پیمانکاری پروژه‌ای مشغول به کار شد. در این پروژه‌ها شغل‌هایی چون صورت‌وضعیت‌نویسی، انبارداری، تکنیسین دفتر فنی، تکنیسین اسکلت فلزی، کارشناس کالا و هماهنگ‌کنندهٔ متریال را بر عهده داشت. در این سال‌ها درکوهرنگ، مبارکه، اصفهان، پاتاوهٔ یاسوج، دوراهانِ بروجن، دهق، ماهشهر، خارک و بندرعباس کار کرد و در سال ۱۳۸۹ بازنشسته شد.
اولین داستانش به نام «ولی افتاد مشکل‌ها» در سال ۱۳۵۱ در صفحه تجربه‌های آزاد مجله تماشا به چاپ رسید. در کارنامهٔ ادبی‌اش، یک کتاب کودکان، سه مجموعه داستان و نه رمان دارد.